# 俄罗斯入侵乌克兰期间弗拉基米尔·泽连斯基的演说

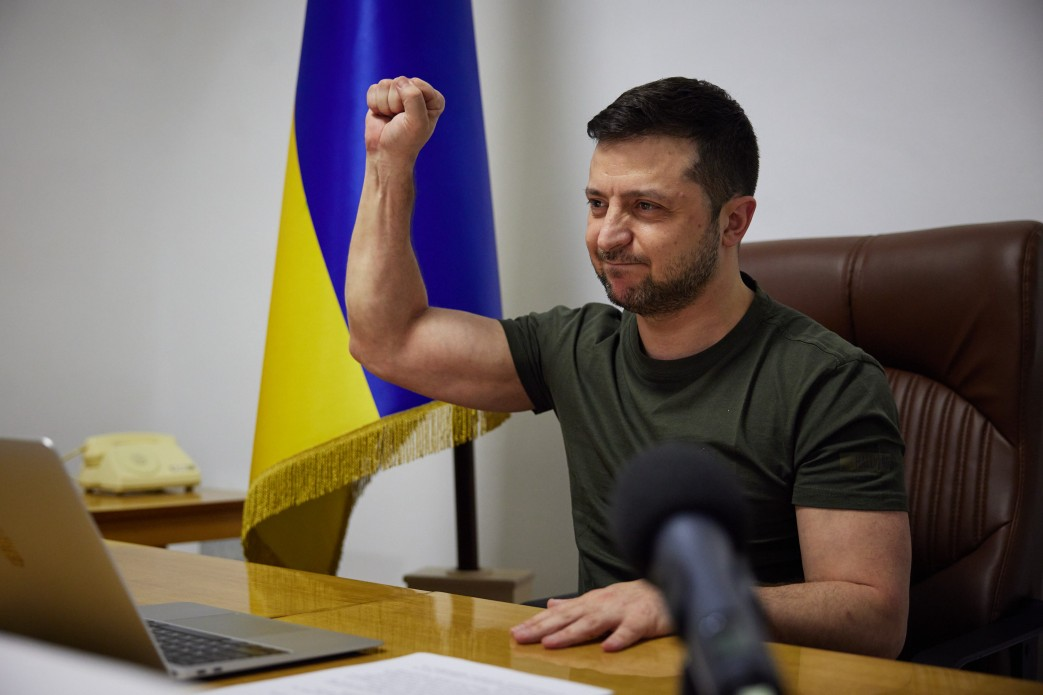
2022年3月8日，泽连斯基透過視訊在英国议会上发表演讲

2022年2月24日，俄罗斯开始入侵乌克兰。在此期间，乌克兰总统弗拉基米尔·泽连斯基通过社交媒体与外国立法机构等多种形式发表了一系列演讲。这些演讲受到了社会的广泛关注，与此同时，许多评论员指出这些演讲鼓舞了乌克兰的士气，并让国际社会对乌克兰抵抗入侵的支持变得更加坚定。

## 社交媒体视频
2月25日，也就是入侵的第二天，弗拉基米尔·泽连斯基错过了与意大利总理马里奥·德拉吉的预定电话，随后人们逐渐对他的何去何从感到担忧。 然而当天傍晚，在几名顾问的陪同下，他在基辅市中心的玛丽亚宫前发布了一段视频。视频中，他发表了简短的讲话，宣称道“我们屹立在此”，“我们将会一直捍卫我们的独立，保护我们的国土，不屈不挠。” 晚些时候，他发布了另一段简短的演讲视频，其中表现了俄罗斯对基辅的持续攻击，由此呼吁基辅居民“竭尽所能”进行反击。
2月26日，他发表了一篇简短的讲话，警告不法分子不要发布有关他已逃离基辅的虚假信息。同天，他表示他已经拒绝了美国让他从该市撤离的提议，并宣称“这里就是我的战场；我需要的是弹药，而不是撤离的便车。” 

## 致国外立法机构的演讲
2022年3月起，泽连斯基就入侵事件向其他国家的立法机构发表了一系列演讲。
3月8日，他在英国议会（下议院）发表演讲：十三天的斗争 
3月15日，他通过网络视频在加拿大议会上发表讲话，这是继 2014 年彼得·波罗申科和 2008 年维克多·尤先科之后第三位在加拿大议会发表讲话的乌克兰总统。  演讲结束后，下议院议长和参众两院议长，以及在下议院的各政党领袖代表均就讲话发表声明，都表示支持泽连斯基。
3月16日，他在美国国会上发表演讲。演讲结束后，美国总统乔·拜登表示，美国将向乌克兰额外提供 8 亿美元的军事援助，并认同普京是“战犯”。此举动是拜登首次正式指控俄罗斯政府在这场侵略中犯有战争罪。 
3月17日，他在德国议会发表演讲。他在演讲中表示，德国曾试图在2010年代姑息俄罗斯的军事举措，特别是通过北溪 2 等商业交易与俄罗斯达成友好关系，但它并没有履行其后大屠杀的历史责任。他还援引柏林墙，称在欧洲中部有一道新墙，“象征着介于自由和缺乏自由之间的分界线，当一颗颗炸弹落在乌克兰身上时，这堵墙就越来越高。”然而，德国议会在当天议程结束后并没有安排时间来对演讲进行评析。
3月20日，泽连斯基在以色列议会上发表讲话。
3月23日，泽连斯基在日本国会上发表讲话。
3月31日，泽连斯基在澳大利亚议会上发表讲话，要求提供野外征服者和其他武器。
4月4日，泽连斯基在罗马尼亚议会上发表讲话。
4月7日，泽连斯基在希腊议会上发表讲话，并获得了全场起立鼓掌，希腊共产党与希腊方案党未出席此次讲话。同时，因亚速营成员的讲话视频被插播在泽连斯基的讲话中，引发希腊激进左翼联盟领导人阿莱克西斯·齐普拉斯、希腊方案党领导人Kyriakos Velopoulos、希腊前总理安东尼斯·萨马拉斯、希腊共产党、欧洲现实不服从阵线议员Kleon Grigoriadis等政党、政客的反对。
4月11日下午，泽连斯基在韩国国会发表视频演讲，并向韩国请求军事援助。此前的同日上午，韩国国防部长徐旭重申反对向乌克兰提供任何致命武器的立场。
12月21日，澤倫斯基訪問美國，這是俄羅斯全面侵略烏克蘭後首次出國，除了會晤美國總統拜登，還到美國國會联席会议以英語演說。

## 致国际组织的演讲
2022年3月1日，泽连斯基在欧洲议会上发表演讲。
3月26日，泽连斯基在多哈论坛上发表演讲。
4月5日，泽连斯基在联合国安理会上发表演讲。

## 媒体采访

### 俄罗斯
2022年3月27日，Meduza、Dozhd、生意人报发布了对泽连斯基的视频采访内容及其文字记录。采访发布前几分钟，俄罗斯联邦通信、信息技术和大众传媒监督局下令禁止媒体发表。采访记者是Meduza的伊万·科尔帕科夫；Dozhd的季洪·贾德科；米哈伊尔·齐格；2021 年诺贝尔和平奖共同获得者，来自《新报》的德米特里·穆拉托夫（间接）；《生意人报》的弗拉基米尔·索洛维约夫。

## 反应
泽连斯基的讲话得到了广泛积极的回应。《卫报》的莫伊拉·多尼根表示，泽连斯基“已经使自己变成了乌克兰人民的代表，能在面对俄罗斯侵略时展现出出人意料的勇气、决心和反抗，堪称西方道德上的虚张声势。”
《卫报》的乔恩·亨利表示，泽连斯基在外国议会的演讲都包含了“精心挑选的历史参考资料用来吸引听众”，并且他“作为演说家在演讲方面的才能赢得了外国的赞誉”。密歇根州立大学的安佳娜·苏萨拉表示，由于其真实性、与社交媒体观众联系的能力以及消息的紧迫性，泽连斯基的演讲在社会上产生了广泛影响，并称他的视频“简洁，在4到7分钟之间就能切中要害，关联性强而且非常有个性。”
渥太华大学的多米尼克·阿雷尔表示，泽连斯基“非常擅长[在修辞中使用身份认同]。他将人类的故事联系了起来。他以前是一名演员，但现在不演戏了，这就是他能给人留下深刻印象的原因。”英国记者大卫·帕特里卡拉科斯把泽连斯基描述成“街头上的真正的人”，并称他正在传达的信息是“我是你们的总统，我不会逃避或者躲到任何地方。我不在办公桌后面或者穿着西装。像大家一样，我在这里也有被杀的危险。”
纽约大学的蒂莫西·纳夫塔利表示，这些演讲“提醒着人们，一场生死搏斗正在进行——它迫使政界人士每时每刻都在考虑什么样风险才是可以接受的。”曼彻斯特大学的奥尔加·奥努奇表示，这是西方“第一次将他平等对待”。
泽连斯基利用社交媒体传达信息的做法也引起了评论员的极大关注。《卫报》的帕特里克·温图尔表示，泽连斯基“一直在与西方领导人交流，并用他的推特来劝说、鼓励、责备和赞扬他的盟友。在这个过程中，一周前被认为是不可想象的制裁行为已经变成了一种道德基线。”科罗拉多州立大学的卡林·瓦斯比·安德森表示，“泽连斯基的做法目的是为了能够在社交媒体上提供给普通公民他们可以轻松使用的内容，以便用来向他们的政治代表施压。”
一些评论员认为，人们对泽连斯基演讲的反应太倾向于将他偶像化。《卫报》的阿尔瓦·马赫达维曾表示，“尊重政治家和对他们进行个人崇拜是有本质区别的”，这种反应有可能使乌克兰局势显得微不足道，并导致对局势的描述过于简单化。一些评论员还批评泽连斯基将其与大屠杀进行比较，尤其是他在以色列议会上的讲话中使用了“最终解决方案”一词。